# 開闊天空！光之美少女
《開闊天空！光之美少女》是由東堂泉製作的魔法少女動畫，為「光之美少女系列」第二十作，第十八代光之美少女。2023年2月5日於朝日放送和朝日電視台播放。台灣由東森幼幼台在2023年4月29日以「開闊天空！光之美少女」的名義首播。香港於2023年4月1日起由ViuTV播出，為第三部於該電視台播放的光之美少女系列作品。

## 概要
- 本作與日本低成本航空公司樂桃航空進行合作，除了推出本作的彩繪機以外，也推出了日本國內航線的優惠[1][2]，而該航空公司的客機更是分別在本作的第13話及第26話中於天窗市桃空機場（Momozora Airport）的停機坪上現身[3]。
- 本作的主題為「廣闊的天空」與「英雄」，關鍵詞是「我們的世界會變得更加廣闊」。[4]
- 本作首度出現由藍色擔任且並非來自日本的一號戰士[5]，同時也首度引入男性、成年和嬰兒的光之美少女。[6]
- 本作聲演虹之丘真白的加隈亞衣在3年之前亦曾聲演過《Healin' Good ♥ 光之美少女》中花寺和佳的變身精靈搭檔拉比琳。[7]
- 本作自《魔法使 光之美少女！》以來首次達到50集，成為集數最多的光之美少女系列作品。[8]
- 本作的變身咒語為「天空幻象！音調連接！開闊變身！」（スカイミラージュ！トーンコネクト！ひろがるチェンジ！）。
- 本作在變身過程中會喊出「○○○！閃亮的輕踏！清爽的步伐！愉快的跳躍！」。（○○○為各光之美少女變身後的名稱）
- 本作的團體口號為「開始！開闊天空！光之美少女」（Ready Go！ひろがるスカイ！プリキュア）。
- 本作的片頭動畫中，主人公之間互相攙扶是對於最初作的《光之美少女 Max Heart》致敬。

## 登場人物
※注意：部分名字及用詞尚無正式中文譯名，有關翻譯暫以劇中解釋為準。

### 光之美少女（Precure）

#### 本作的光之美少女
由於真白的奶奶代代是來自「天空之地」的博學家，與「天空之地」有特殊的關係，因此本作的光之美少女目前均住在真白的家中，以便隨時與「天空之地」聯繫。
索拉・哈雷瓦塔爾／天空天使（Sora Harewataru／Cure Sky）
配音：關根明良（日本）；羅易雯→楊詩穎→穆宣名（台灣）；石梓晴（香港）
形象顏色：  藍色
生日為9月20日，空之日，處女座，血型A型。
本作主角。出身自「天空之地」，運動神經超群的14歲少女。大部分的時候都會用敬語說話，懂事早熟又拘謹客氣，但當有人惹到她生氣時，她有時會表現出與平時的禮貌用語完全不同的凶狠語氣喝斥對方。口頭禪是「英雄在此登場！」（It's hero time！）。
10年前因遇到危險被夏拉拉隊長拯救過，而憧憬著要成為那樣的英雄，為此每天都拼命鍛煉著。身體條件非常強悍，除了可以輕而易舉的在建築物之間進行跑酷以外，還可以在未變身的情況下與敵人周旋，甚至未變身都可以一拳擊碎大石頭，在上學期間更是打破了多項學校體測的記錄，但不擅長游泳。此外，她也非常害怕妖怪，並會因此被嚇的落荒而逃。
為人有騎士道精神。一直都奉行著「無論對手有多麼強大，也要將正確的事情貫徹到底，那才是英雄」的信條。
由於在天空之地沒有朋友，外加本人為了修練自我導致不善交際。心直口快，不太擅長隱瞞事情，也因此老是被真白制止和吐槽。
在看到卡巴通綁架艾爾公主的那一幕時挺身而出及時救下公主並與其一起通過卡巴通製造的魔法洞穴來到天窗市，在天窗市的大街上與真白偶然相遇，之後為了保護公主再加上她親眼目睹了卡巴通當著自己的面撕毀自己的英雄手賬並嘲弄自己的英雄夢想時，瞬間力量爆發，從自己的胸口處誕生了幻想筆並從公主那裡獲得了天空音調，變身成為天空的光之美少女天空天使擊退敵人。
第49話因為真白被蘇基亞赫德當作人質，被迫成為蘇基亞赫德的容器，最後被真白用稜鏡之光淨化，並且嚇跑蘇基亞赫德。
變身口號為「無限開闊的天空！天空天使！」。
是首位遭到敵方陣營的附身而黑化的光之美少女。
- 淨化技

英雄少女飛拳（Hero Girl Sky Punch）
天空天使由地面跳起衝破積雨雲飛向天空之後，從空中以右手單手揮出被藍色光芒包圍的強力能量飛拳重創敵人，將敵人加以淨化。
虹之丘真白／棱鏡天使（Nijigaoka Mashiro／Cure Prism）
配音：加隈亞衣（日本）；羅易雯→陳貞伃、謝寧（美妙寵物電影）（台灣）；楊婉潼（香港）
形象顏色：  白色(  粉紅色)
生日為7月16日，虹之日，巨蟹座，血型AB型。
日本天窗市居住並就讀於私立天窗學園2年2班的14歲中學二年級少女。性格溫柔體貼，心智略微成熟的女孩子，父母因遠赴海外工作而與自己的祖母一同生活，暱稱是「小白」（Mashiron）。
擅長料理以及自然的知識。十分有常識的正常人，在制止人說話時會做出右手手指抵住左手掌心的姿勢，並會伴隨著哨聲喊出「暫停！」（Time！），而且意外的還是個吐槽役。
與索拉相比，真白的身體條件欠佳，跑步時容易疲倦，但比較擅長游泳。
變身口號為「！棱鏡天使！」。
- 淨化技

英雄少女棱鏡射擊（Hero Girl Prism Shot）
棱鏡天使從雙手釋放出一個巨大的淡粉色能量球射向敵人，將敵人加以淨化。
夕凪翼／羽翼天使／翼（Yuunagi Tsubasa／Cure Wing）
配音：村瀨步（日本）；雷碧文→連婉鈞、錢欣郁（美妙寵物電影）（台灣）；陳子瑩（香港）
形象顏色：  橙色（  黃色）
生日為5月21日，林德伯格翼之日，双子座。
與索拉和艾爾一樣出身自「天空之地」的12歲普尼鳥少年。自稱為 ，可以自由的在普尼鳥精靈形態與人類形態之間進行切換。
雖然是鳥但卻無法在天空中飛翔，只能飛到樹上或是鐵門上，小時候在差點摔死時，其父親曾一度爆發驚人的力量展現飛行能力救了他，因此在此事之後便一直嚮往著自己有朝一日能夠翱翔藍天。
跟索拉一样擁有超強的學習能力和智力，因此比真白還要更有常識，而且在來到天窗市之後，還發現了和飛行有關的學問「航空力學」是大學生學習後也會感到苦手的內容後留在天窗市研究，從零開始學習，僅自學一年就已經初步掌握航空力學。
跟索拉一样拥有骑士道精神，平日裏對所有人都非常溫柔，不過卻因此平時情緒起伏並不大，即使真的生氣也不會像其他人一樣激烈，但也會讓人意想不到，而且也不太習慣與和自己性格相差太大的人相處，因此只要與揚羽在一起的話，就會與索拉一樣，露出傲嬌的一面。
心思缜密，临危不乱，能快速分析当前事态与各种可能性和结果，但在遇到无法解决的危险时也会舍身取义来拯救别人。
與真白一樣擅長游泳，並教導索拉如何游泳。
第2話以精靈形態正式登場，而其人類形態則在第8話登場。
變身口號為「天高廣闊的勇氣！羽翼天使！」。
變身為光之美少女後的他終於擁有了在天空中飛翔的能力，不僅與敵人打空中戰一點也不成問題，也與未變身前無法飛翔的他形成了鮮明的對比。
- 淨化技

英雄氣闊羽翼攻擊（Hirogaru Wing Attack）
羽翼天使在空中翱翔加快飛行速度之後，將自己化為被橙色光芒包圍的強力能量光彈急速衝向敵人對其進行猛烈的撞擊，通常是作為反擊技使用，但亦可用來將敵人加以淨化。
聖揚羽／蝴蝶天使（Hijiri Ageha／Cure Butterfly）
配音：七瀨彩夏（日本）；謝寧→林沛笭（台灣）；羅婉楓（香港）
形象顏色：  粉色（  紅色）
生日為8月8日，蝶之日，獅子座，血型B型。
第4話正式登場。真白的好友兼兒時玩伴，非常有時尚感且不失帥氣，剛剛成年的18歲大學一年級少女。
外表穩重，性格豪爽俏皮，外剛內柔且平易近人的大姐頭，被後輩們所信賴，然而内心也有著十分脆弱，犯错容易自责的一面，和朋友每次見面都喜歡直接抱上去。很討厭說自己朋友壞話、貶低自己朋友的人。把真白當做自己妹妹那樣看待，從小就夢想考上保育士學校，以成為最強保育士為目標而奮鬥着。
小時候因為母親工作的原因不得不搬離天窗市與真白分開，考入天窗市的保育士學校後自駕回天窗市與真白重逢，在得知索拉和真白的秘密後收到了真白「希望揚羽住進自己家」的邀請，很有可能之後選擇住在真白家。
對索拉的出身毫不在意，甚至希望索拉能有機會跟自己詳細講講天空之地的事。
跟小翼一样心思缜密，临危不乱，思慮周全，能在短时间判断分析局势并提出相对应的措施和战术，而且无法解决的危险时也会毫不畏惧、舍身取义地来拯救别人。
第28話因父母離婚而跟隨母親的姓氏。
面對傷害同伴的人絕不容忍，在《光之美少女 All Stars F》中眼見琴爪緣／馬卡龍天使被同為光之美少女的普里姆／至尊天使打傷時顯得強烈不滿。
變身口號為「！蝴蝶天使！」。
繼《Delicious Party ♡ 光之美少女》的羅茲馬利之後第二位擁有駕照的角色，亦是首位擁有駕照的光之美少女。
- 淨化技

英雄少女蝴蝶（Hirogaru Butterfly Press）
蝴蝶天使跳上空中並召喚出一隻巨大的粉紅色蝴蝶，然後急速俯衝壓向敵人，將敵人加以淨化。
艾爾／艾爾公主／莊嚴天使（Ellee-chan／Princess Ellee／Cure Majesty）
配音：古賀葵（日本）；李珮嘉→穆宣名（台灣）；陳姻岐（香港）
形象顏色：  紫色
生日為3月12日，育兒日，雙魚座。
年紀尚幼的天空之地公主，1歲。
其生日當天遭到卡巴通的綁架，幸好被索拉及時救出並與索拉一起通過卡巴通製造的魔法洞穴來到天窗市。
變身口號為「從天而降的高貴！莊嚴天使！」
- 淨化技

英雄少女！魔法時刻終結（Hirogaru Magic Hour's End）
第47話登場。莊嚴天使將自己化為被紫色光芒包圍的強力能量光彈急速衝向敵人，然後以右手單手揮出被紫色光芒包圍的強力能量化作刀刃斬向敵人，將敵人加以淨化。
由於此淨化技是繼承自艾爾蓮公主／高貴天使，因此招式動畫幾乎與「光之美少女 魔法時刻終結」一樣。
合體必殺技
光之美少女 上升氣流閃耀（Precure Updraft Shining）
第5話登場。天空天使與棱鏡天使將天空音調雙重閃耀裝配在天空幻想杖上啟動，接著兩人手牽手將天空幻想杖指向天空釋放能量召喚出一個巨大的舞台狀魔法陣，最後從魔法陣中釋放出巨大的彩虹光束將敵人自下而上吸入魔法陣中炸裂，將敵人加以淨化。
光之美少女 究極彩虹衝擊（Precure Titanic Rainbow Attack）
第19話登場。
光之美少女 莊嚴光環（Precure Majestic Halation）
第33話登場。

#### 交接的光之美少女
犬飼麥／美好天使（Inukai Komugi／Cure Wonderful）
配音：長繩麻理亞（日本）；穆宣名→林沛笭（台灣）；陳嘉汶（香港）
續作《美妙寵物 光之美少女》的主角，本作第50話片尾曲後先行登場。

### 天空之地（Sky Land）
一個浮游於天空之上的神奇國度，也是索拉、艾爾公主、代代與小翼的故鄉。這個國度裡人類與鳥類和諧相處，鳥類不僅會說人類語言還有很明確的工作安排，有的負責載人飛行，有的當模特兒，甚至還有的在王宮裡擔任秘書為王室服務，而當地的學校也是相當開放，無論學生或非學生都可以入內。
天空之地分為兩部分－首都和腹地，居民需要騎乘鳥類往返兩地。所有生活在天空之地的動物的斑紋顏色均為藍白相間，以免被其他動物發現。
第38話顯示天空之地有晴朗寶石，用作指揮雀鳥飛行，一旦它的光芒消失，鳥類就會被禁止在晚間飛行，居民出行都會顯得困難，該寶石主要由龍族負責管理。
第40話顯示若有新郎和新娘要結婚，他們會爬上山頂並用整個屋村都能聽到的音量大喊「大家好！我們結婚了！」，接著聞聲而來的村民便會集合起來，並在附近跳一整晚的舞作慶祝。
第46話中得知天空之地的居民均會把聖誕節稱為誕聖節。
第46話中為了對抗來自安達古帝國的攻擊，天空之地的居民均被安排前往首都避難，並由小翼使用儲放大量閃亮能量的魔鏡平板電腦召喚屏障，使首都完全被屏障包圍。但遺憾的是，在第48話中屏障還是被凱塞琳・安達古以強大的安達古能量擊破。

#### 王族
國王
配音：一條和矢（日本）；孟慶府（台灣）；楊耀泰（香港）
天空之地的國王，同時也是艾爾公主的父親。
中了巴塔蒙達的邪惡魔法而昏迷，不過在第24話用閃亮能量解除了身上的邪惡魔法。
王妃
配音：吉田小南美（日本）；楊詩穎（台灣）；王夢華（香港）
天空之地的王妃，同時也是艾爾公主的母親。
中了巴塔蒙達的邪惡魔法而昏迷，不過在第24話用閃亮能量解除了身上的邪惡魔法。
一顆星／艾爾蓮公主／高貴天使（Morning Star／Princess Ellelain／Cure Noble）
配音：庄司宇芽香（日本）；雷碧文→李珮嘉（台灣）；吳茵（香港）
300年前的天空之地的公主。一年前將艾爾公主託付給天空之地國王和王妃的一個神秘的存在，曾經在國王和王妃的回憶中出現。
變身口號為「從天而降而高貴神秘！高貴天使！」
- 淨化技

光之美少女 魔法時刻終結（Precure Magic Hour's End）
第45話登場。

#### 蔚藍護衛隊
夏拉拉隊長（Captain Shalala）
配音：齋賀光希（日本）；李珮嘉（台灣）；鄭家蕙（香港）
負責守衛天空之地的皇家禁衛軍「蔚藍護衛隊」（青の護衛隊）的隊長，為索拉在10年前遇到危險時曾經現身拯救過她的英雄，也是前者的憧憬對象，有著世界最強劍士之稱。
在第1至14話的片頭曲中臉部被光遮蓋，直至第15話才顯露真容。
第14話中向索拉講述了「蔚藍護衛隊」隊員貝莉貝莉的過往，並通過她的經歷教導了後者「英雄更應該時刻思考究竟何為正義」這個道理，同話中又得知其在第1話艾爾公主遭到卡巴通綁架的時候因為正被國王派去處理在天空之地邊境發生的大火災所以才沒能及時帶兵返回首都阻止卡巴通的罪惡行徑。
亞利利副隊長（Vice Captain Ariri）
配音：坂詰貴之（日本）；孟慶府（台灣）；陳力航（香港）
皇家禁衛軍「蔚藍護衛隊」的副隊長。
貝莉貝莉（Beryberie）
配音：松田颯水（日本）；謝寧（台灣）；楊樂瑤（香港）
皇家禁衛軍「蔚藍護衛隊」的隊員之一。
相當不認同索拉的實力，並為此向後者發起了一對一的單挑以測試後者是否有資格留在「蔚藍護衛隊」，但最終敗給了後者，甚至還被後者所說的一句很過分的話「是你的心態有問題」而被氣哭。
據夏拉拉隊長所說，她小時候手腕曾受過重傷，因此連續3年都在蔚藍護衛隊的入隊測試中被淘汰，但她沒有放棄並付出了比別人更多的努力變得更強，所以她才會那麼瘋狂地執著於強弱。
隨後她在大街上遭到了巴塔蒙達的襲擊，期間因為認出天空天使就是索拉而大吃一驚，戰後她為自己當初看不起索拉的實力一事向後者進行了道歉並與後者成為了好朋友。
是唯一持不同意見的蔚藍護衛隊成員。

#### 居民
遊覽鳥
配音：高橋伸也（日本）；于正昇（台灣）；張振熙（香港）
天空之地的居民，是一隻會說人話的大鳥，在天空之地作為交通工具負責運送那些無法進行飛翔的人，說話饒舌，對客人很有禮貌。
龍族
配音：安元洋貴、杉崎亮（日本）；于正昇、孟慶府（台灣）；陳力航、楊耀泰、張振熙（香港）
生活在浮島上的龍族。 他們很久以前就住在天空之地，但因為看到他們的居民都害怕他，於是他們搬到了這個浮島，繼續保護和打磨晴朗寶石。
它曾經能夠飛行，但多年來，它的翅膀已經退化，已經無法飛行。
他們被蘇基亞赫德襲擊，但多虧了小翼的話，他們才得以再次飛行，這給了他們這樣做的勇氣。

### 安達古帝國（Undergu Empire）
一個在覬覦艾爾公主身上力量並想要把她抓走的邪惡組織。
除了凱塞琳・安達古和蘇基亞赫德的組織成員頭上都會有一顆黑色寶石，而組織成員能使用特定的咒語來使用其專屬能力以及在戰敗後召喚黑色煙霧並撤退。
而本作特別的是幹部並不是輪流出動而是同一個幹部連續出動，出場的順序為「卡巴通→巴塔蒙達→米諾通→蘇基亞赫德」。
第16話根據悠悠的調查得知，天空之地與安達古帝國就像光與影一樣正反相對的兩個國家。自久遠以前的一場大戰後，便老死不相往來。
第31話蘇基亞赫德成功把艾爾公主帶回安達古帝國，但隨後因艾爾公主有助想要守護光之美少女的強烈心願而逃離安達古帝國並變身成幻影的光之美少女——莊嚴天使，計劃最後失敗告終。之後因為莊嚴天使的出現，組織的目標從「綁架艾爾公主」變成「消滅艾爾公主」。
第48和49話中從凱塞琳・安達古的回憶中得知300年前安達古帝國與天空之地曾經在大戰之後達成和平共識，但卻引起了蘇基亞赫德的不滿，於是便在凱薩・安達古背後刺殺並把虛假的記憶植入了凱塞琳・安達古的腦中，使後者一直認為是高貴天使背叛了她們並刺殺前者，因而心中產生仇恨並決定綁架並向模樣相似的艾爾公主復仇。
在蘇基亞赫德的幕後操縱和利用的傀儡之下，其内部極具野蠻殘酷的競爭意識，因此成員彼此之間的感情很差，而且還不會同情失敗者。根據巴塔蒙達得知若有成員多次任務失敗且被其中一位成員抓到的話，則會被視為毫無利用價值的失敗者被無情處死，因此每位成員除了進行任務外，也會在安達古帝國的基地裡不時進行鍛練，以變成強者以求自保。但是最終在第50話隨著蘇基亞赫德被淨化失蹤之後，安達古帝國與天空之地真正達成和平共識，全員也彼此放下成見與原本的身分、和睦相處。

#### 黑幕
蘇基亞赫德／達古赫德／大蛇怪（Skearhead／Darkhead／Daijarg）
配音：宮本充（日本）；于正昇（台灣）；張振熙（香港）
安達古帝國的男性幹部兼幕後首領，為凱塞琳・安達古的近侍，也是殺害凱撒•安達谷兼本作的真犯人。
擁有敏銳的觀察力，能一眼看穿巴塔蒙達的偽裝。
堅守「力量才是一切」的概念，在凱塞琳・安達古被淨化後在她背後偷襲，並直斥她是愚蠢的學生。
第49話中的300年前，使用遠距離投擲光束長槍的方式打死了凱撒•安達谷，把安達古能量注入自身，成為安達古能量的化身「達古赫德」，為了找到英雄的容器，利用綁架真白，脅迫索拉成為其容器，但最終不但被真白用稜鏡之光嚇跑，還在結尾變成安達古能量的殘餘「大蛇怪」。
第50話闖入天窗市，打算再度附身在凱塞琳・安達古，但最後被凱塞琳・安達古心中的光芒所嚇跑，之後到天窗市，準備如法炮製地再度找人附身，最終與曾經遭到暗德谷能量吞噬的巴塔蒙達、米諾頓同樣，被光之美少女的合體必殺技「光之美少女 莊嚴光束」給淨化後，升天失蹤，下落不明。
是唯一身上沒有尖刺和佩戴尖刺護手的組織成員。
召喚狂暴怪時會說「安達古能量 召喚！」。

#### 首領
凱薩・安達古（Kaiza Undergu）
配音：武虎（日本）；孟慶府（台灣）；陳力航（香港）
300年前安達古帝國的首領，同時也是凱塞琳・安達古的父親。
第44話中他派出大量粗暴怪入侵天空之地，並在城鎮中造成不少破壞。
極端陰險殘暴、冷酷無情、自私自利、狂妄自大又囂張傲慢跋扈，除了只顧在眼前的戰鬥外，甚至把天空之地的守衛稱為「弱者」，他亦連自己的女兒凱塞琳・安達古和其下屬蘇基亞赫德不放在眼中，但隨著凱塞琳・安達古被高貴天使不小心划破的傷口之後，才意識到自己的愚蠢行為，雖然還是希望變「強者」，但也從以往的狂妄自大變得和睦親切。
最終在第49話被蘇基亞赫德用遠距離投擲光束長槍的方式給打死。
凱塞琳・安達古（Kaiserin Undergu）
配音：本田貴子／內田真禮〈少女〉（日本）；李珮嘉→雷碧文（台灣）；陳雪瑩（香港）
現任安達古帝國的首領，可以無視任何場所直接以黑暗氛圍的迷之音出現，會對執行任務屢次失敗的幹部們下達警告甚至是使用雷擊來對下屬進行懲罰。
實力非常強大，可不費吹灰之力破解「光之美少女 莊嚴光環」並把光之美少女打到解除變身。
腹部藏有300年前，為了保護父親，而被高貴天使不小心划破的傷口，至今依然沒有愈合（第45話，但最後在第49話被稜鏡天使嚇跑蘇基亞赫德／達古赫德／大蛇怪的同時，其餘波正好波及了傷口，因而完全愈合）。

#### 三幹部
於第48話除了巴塔蒙達則利用當初卡巴通用來綁架艾兒公主，而使用安達古能量創造的黑洞，幫助天空之地的居民們逃難以外，其他兩人，則是聯同光之美少女和蔚藍護衛隊們合力阻止凱塞琳・安達古繼續破壞天空之地。
最終第50話中安達古帝國與天空之地真正達成和平共識之後，三幹部也依各自的理由，再度復任於安德谷帝國。
卡巴通（Kabaton）
配音：間宮康弘（日本）；孟慶府（台灣）；李家傑（香港）
安達古帝國的男性幹部，外表長相為全身淡紫色且梳著一頭深紫色莫霍克发型以及長有齙牙的野豬怪人，第1話正式登場，第12話進行最後的行動，曾經是索拉的主要對手。
性格舉止極其粗暴下流、橫衝直撞且目中無人，思維激昂又偏激好戰，尤其是瞧不起弱者，但是卻有著欺軟怕硬、貪生怕死的一面，而他在不做壞事的時候都會以普通上班族的身份去找關東煮店的老闆談心。
不只十分的貪吃，而且也跟索拉一樣，不諳世事，甚至在第3話戰敗之後連山上的毒蘑菇也拿起來吃，以為自己可以像马力欧一樣得到強化，並且打算還要再次召喚粗暴怪，結果卻在再次召喚之際咎由自取突然毒性發作拉肚子而狼狽撤退。
經常被人叫錯名字，同樣的他也極其討厭被別人叫錯自己的名字。
第1話中他在天空之地的王宮裡綁架了正在過生日的艾爾公主並且企圖逃跑，最後因被索拉及時阻止而未遂。
第41話中他已成為第10話時賣山芋的老闆，並被孩子們稱為「卡巴大伯」（カバおじちゃん）。
於第50話以「找到專屬於自己的正義為由」而回歸安德谷帝國。
口頭禪為「太弱了！」（YOEEEE～！）以及「老子很強啊！」（オレ、TUEEE！）。
雖然身材肥胖魁梧但力氣非常大，可以輕鬆撞飛一輛木製拖車和多個守衛，甚至還可以使出臭屁攻擊以及從額頭上釋放黑色煙霧擾亂對手的視線與注意力，在戰敗之後額頭上釋放的黑色煙霧還能用來撤退，咒語是「卡巴通通！（Kabatonton！）」，此外他還能隨意改變自己身體的大小以及偽裝自己的身份。
召喚粗暴怪時都會說「出來吧！安達古能量！（Come on！Undergu Energy！）」
他在召喚粗暴怪的過程中會消耗自己身上的卡路里，如果過度透支力量的話身體就會變瘦，但很快就會因為他再度暴飲暴食而重新胖回去。
是首位退役的安達古帝國組織成員。
巴塔蒙達／紋田／南瓜天使（Battamonda／Monda／Cure Pumpkin）
配音：KENN（日本）；孟慶府（台灣）；杜景煜（香港）
安達古帝國的男性幹部，第14話正式登場，第22-23話進行最後的行動，第34話以「紋田」的身份再次行動，第43話再次進行最後的行動，外表長相為身著墨綠色夾克衫以及黑色牛仔褲且梳著一頭淡綠色長髮的不良男青年，接替已離開組織的卡巴通執行綁架艾爾公主的任務，曾是索拉、真白和揚羽的對手。
性格舉止極其輕浮自戀、性好漁色，與卡巴通一樣，瞧不起弱者且殘虐的本性以及欺軟怕硬、貪生怕死的一面，但與後者思維激昂又偏激好戰的個性相反，是個善於使用陰謀詭計的頭腦派，而且瞧不起弱者的方式上也比較自恃清高，所以也不像後者一樣，馬上對弱者下手，但當他所使用的詭計失敗的時候，也會顯示出其破防，而不願服輸，且與後者一樣兇狠殘暴的一面，但不久便很快回復情緒，但最後隨著破防次數越多，性格也變得與卡巴通一樣瘋狂，甚至在第34話再次登場時，也變得比卡巴通更加膽小、甚至疑神疑鬼。
與其他兩位幹部相比，他的體力最為薄弱，就連抬起大石頭時，也會感到吃力。
對蘇基亞赫德敢怒不敢言，直到第43話遭到安達谷能量而徹底失去自我之前，終於對蘇基亞赫德忍無可忍而開始反抗。
於第34話中證實他已離開安達古帝國，並改名為「紋田」及在建築工地工作，第41話轉職往美食車工作。
第39話為融入萬聖節氣氛以藉機向光之美少女報仇，暫時「變身」成為光之美少女南瓜天使，但卻遭到小孩們的冷待，再加上蘇基亞赫德釋放狂暴怪的緣故，還因而被憤怒的居民所追趕。
第43話與真白會面時顯現真身，並撕毀她的畫冊及搶走她的幻想筆。之後，與米諾頓同樣，被蘇基亞赫德變成粗暴怪，也在最終被光之美少女們以「光之美少女 莊嚴光輝」淨化，事後更因為撕毀真白的畫冊而向她道歉。
是第三位退役的安達古帝國組織成員。
於第50話以「暫時沒有更好的地方，只好選擇繼續效忠」為由，而回歸安達谷帝國，加上只要成功找到更好的地方，就準備要跳槽，也因此引來其他兩位幹部的憤怒與不滿，而給予教訓。
跟傳統的日本人相反，他不重視清潔，把垃圾放在一旁不管。
召喚粗暴怪時與卡巴通同樣都會說「出來吧！安達古能量！（Come on！Undergu Energy！）」，而戰敗之後撤退時說的咒語則是「巴塔蒙蒙！（Battamonmon！）」，此外他還能讓其所指定的對象昏迷，以及利用安達古能量製造出幻影。
「變身」為南瓜天使時的口號為「最愛吃的甜點是淘氣的南瓜！南瓜天使！」。
米诺通（Minoton）
配音：酒井敬幸（日本）；孟慶府（台灣）；楊耀泰（香港）
安達古帝國的男性幹部，外表長相為一頭橙褐色，穿著日式武士服，長著獠牙的牛，第25話正式登場並接替卡巴通及巴塔蒙達執行綁架艾爾公主及向光之美少女們報仇的任務，第32-33話進行最後的行動。
與前兩位幹部不同，他擁有戰士般的性格，他光明磊落，不耍心機、清廉正直且為人克己、情操高尚，不喜歡卑鄙無恥、粗暴下流的手段，做事有自己的原則，有自己所堅持的武者道，而且信守承諾、敢做敢當、說到做到的男子漢，希望用堂堂正正的方式與光之美少女交手，當他創造的粗暴怪試圖攻擊艾爾公主時會主動去阻止粗暴怪，此外，在真白問到自己像卡巴通時，回到「不要把我和這樣一個庸俗卑鄙的傻瓜講在一起！」 也代表著他對於卡巴頓等人，使用卑劣手段的戰鬥方式，十分的不滿。
在第32及33話中被蘇基亞赫德兩次變成粗暴怪，被光之美少女的合體必殺技「光之美少女 莊嚴光束」淨化後承認了自己的失敗並答應將來會向光之美少女報恩，其報恩終於在第48話正式成功地實現。
於第50話以「武人的自尊之心，絕不變心，不侍奉第二個主人」為由回歸安德谷帝國。
是第二位退役的安達古帝國組織成員。
召喚粗暴怪時都會說「來吧！安達古能量！」（Come on！Undergu Energy！），而且與前兩位幹部不同，是使用拳頭砸在地上。而戰敗之後撤退時說的咒語則是「米諾通通！」（Minotonton！）。

#### 怪物
粗暴怪（Ranborg）
配音：相馬康一（日本）；孟慶府（台灣）；郭浩勤（香港）
本作刺客物質，為安達古帝國成員使用邪惡的「安達古能量」（Undergu Energy）附著在任何物體上所製造出來的怪物，而組織成員也可以使用更強大的「極限安達古能量」（Max Undergu Energy）將自身變成粗暴怪，更在第22話中顯示人類也可以變成粗暴怪，受害者的身體會困在粗暴怪裡面，而且會以安達古能量維持生命，不過缺點是由生物變成的粗暴怪可能會有些不穩定，甚至在安達谷能量注入在幹部的身體裡面的話，也會徹底失去自我。
粗暴怪也可以不經安達古帝國成員的召喚下出現，作為後者的訓練對象。
髮色會依照召喚對象，而跟著有相同的髮色。
粗暴怪會戴上黑色的長方形眼罩，而且在眼睛左邊也有對角線的疤痕。
除了光之美少女的必殺技外，粗暴怪也可以被蠻力打敗，但是並不會因此淨化，反而會因此使安達古能量從四處集結起來，從而結合成更大及更危險的粗暴怪。
被打敗後會全身變成白色並說出一句「豁然開朗～」（スミキッタ〜），隨即消失並變回原來的物體，而使用極限安達古能量並變成粗暴怪的組織成員則是說出「豁然開朗了～」（スミキッタのね〜ん），並同樣會變回原來的樣子。
當粗暴怪被淨化之後其身上的安達古能量會轉變成一種叫「閃亮能量（Shining Energy）」的東西，可以使用魔鏡平板電腦將該能量給收集起來，而粗暴怪身上的安達古能量越多，可供轉化成的閃亮能量就越多。
狂暴怪（Kyoborg）
配音：相馬康一（日本）；孟慶府（台灣）；郭浩勤（香港）
為蘇基亞赫德所召喚的粗暴怪，同樣是使用邪惡的「安達古能量」（Undergu Energy）附著在任何物體上所製造出來的怪物。
與粗暴怪不同，除了是附著兩個物體，同時也戴上水平拉長心形狀的黑色眼罩，每邊眼睛下面都有兩條「眼睫毛」。
必須使用莊嚴編年史所使出的合體必殺技「光之美少女 莊嚴光輝」才能淨化。
被打敗後同樣會全身變成白色並說出一句「豁然開朗～」（スミキッタ〜），隨即消失並變回原來的物體。
| 集數  | 附著物體                 | 召喚對象      | 使用的淨化技能                                                                           |
| ----- | ------------------------ | ------------- | ---------------------------------------------------------------------------------------- |
| 1     | 挖土機                   | 卡巴通        | 英雄少女天空飛拳                                                                         |
| 2     | 自動販賣機               | 卡巴通        | 英雄少女天空飛拳                                                                         |
| 3     | 竹子                     | 卡巴通        | 英雄少女天空飛拳                                                                         |
| 4     | 蘑菇                     | 卡巴通        | 英雄少女天空飛拳 英雄少女棱鏡射擊                                                        |
| 5     | 電車                     | 卡巴通        | 光之美少女 上升氣流閃耀                                                                  |
| 6     | 安全帽                   | 卡巴通        | 光之美少女 上升氣流閃耀                                                                  |
| 7     | 櫻花樹                   | 卡巴通        | 光之美少女 上升氣流閃耀                                                                  |
| 8-9   | 飛碟造型的無人機         | 卡巴通        | 光之美少女 上升氣流閃耀                                                                  |
| 10    | 烤番薯                   | 卡巴通        | 光之美少女 上升氣流閃耀                                                                  |
| 11    | 索道纜車                 | 卡巴通        | 英雄氣闊羽翼攻擊                                                                         |
| 12    | 召喚對象自身（卡巴通）   | 卡巴通        | 光之美少女 上升氣流閃耀                                                                  |
| 14    | 貝莉貝莉的手套           | 巴塔蒙達      | 光之美少女 上升氣流閃耀                                                                  |
| 15    | 炸彈                     | 巴塔蒙達      | 光之美少女 上升氣流閃耀                                                                  |
| 16    | 惡鬼雕像                 | 巴塔蒙達      | 光之美少女 上升氣流閃耀                                                                  |
| 17    | 劃線筒                   | 巴塔蒙達      | 光之美少女 上升氣流閃耀                                                                  |
| 18    | 釣竿                     | 巴塔蒙達      | 英雄氣闊羽翼攻擊                                                                         |
| 18    | 大象造型的澆水壺         | 巴塔蒙達      | 英雄少女蝴蝶重壓                                                                         |
| 19    | 回收桶                   | 巴塔蒙達      | 光之美少女 鐵達尼號彩虹攻擊                                                              |
| 20    | 交通燈                   | 巴塔蒙達      | 光之美少女 鐵達尼號彩虹攻擊                                                              |
| 21    | 老鷹模型                 | 巴塔蒙達      | 光之美少女 鐵達尼號彩虹攻擊                                                              |
| 22-23 | 夏拉拉隊長               | 巴塔蒙達      | 光之美少女 上升氣流閃耀                                                                  |
| 25    | 恐龍雕像                 | 米諾通        | 光之美少女 鐵達尼號彩虹攻擊                                                              |
| 26    | 小型電風扇               | 米諾通        | 英雄氣闊羽翼攻擊                                                                         |
| 28    | 聚光燈                   | 米諾通        | 光之美少女 鐵達尼號彩虹攻擊                                                              |
| 29    | 鬼屋                     | 米諾通        | 光之美少女 鐵達尼號彩虹攻擊                                                              |
| 30    | 泳圈                     | 米諾通        | 光之美少女 上升氣流閃耀                                                                  |
| 32-33 | 米諾通                   | 蘇基亞赫德    | 光之美少女 上升氣流閃耀 光之美少女 莊嚴光輝                                              |
| 34    | 滑板與飛盤               | 蘇基亞赫德    | 光之美少女 莊嚴光輝                                                                      |
| 35    | 投球機與棒球手套         | 蘇基亞赫德    | 光之美少女 莊嚴光輝                                                                      |
| 36    | 落葉與橡實               | 蘇基亞赫德    | 光之美少女 莊嚴光輝                                                                      |
| 37    | 稻草人與竹子             | 蘇基亞赫德    | 光之美少女 莊嚴光輝                                                                      |
| 38    | 蘑菇與捕蠅草             | 蘇基亞赫德    | 光之美少女 莊嚴光輝                                                                      |
| 39    | 南瓜燈與棒棒糖           | 蘇基亞赫德    | 光之美少女 莊嚴光輝                                                                      |
| 40    | 鐘與結婚花圈             | 蘇基亞赫德    | 光之美少女 莊嚴光輝                                                                      |
| 41    | 美食車與雨傘             | 蘇基亞赫德    | 光之美少女 莊嚴光輝                                                                      |
| 42    | 人體模型和路標           | 蘇基亞赫德    | 光之美少女 莊嚴光輝                                                                      |
| 43    | 巴塔蒙達                 | 蘇基亞赫德    | 光之美少女 莊嚴光輝                                                                      |
| 47    | 岩石                     | 凱薩琳•安達古 | 英雄少女天空飛拳 英雄少女棱鏡射擊 英雄氣闊羽翼攻擊 英雄少女蝴蝶重壓 英雄少女魔法時刻終結 |
| 49    | 在安達古帝國的大量狂暴怪 | 不明          | 不明                                                                                     |

### 主角的家人

#### 哈雷瓦塔爾家
雷多・哈雷瓦塔爾
配音：藤原夏海（日本）；李珮嘉（台灣）；何凱怡（香港）
索拉的弟弟。
西多・哈雷瓦塔爾
配音：櫛田泰道（第15話）→星野貴紀（第23集起）（日本）；于正昇（台灣）；陳健豪（香港）
索拉的父親。
雷米・哈雷瓦塔爾
配音：有賀由樹子（日本）；雷碧文（台灣）；姜嘉蕾（香港）
索拉的母親。

#### 小翼家
小驅
配音：鳥海勝美（日本）；孟慶府（台灣）；郭俊廷（香港）
小翼的父親，是天空之地普尼鳥的一位畫家。
與兒子小翼以及普尼鳥的其餘族人一樣無法在天空中飛翔，但多年前為了拯救從遊覽鳥身上掉下差點摔死的小翼曾一度爆發驚人的力量展現飛行能力，而這一舉動也給年幼的小翼留下了極其深刻的印象，成為了他夢想有朝一日翱翔藍天的無盡動力。
普瓦
配音：佐藤聰美（日本）；謝寧（台灣）；何凱怡（香港）
小翼的母親。

#### 虹之丘家
虹之丘代代
配音：鹽田朋子（日本）；謝寧（台灣）；馮詠恩（香港）
真白的祖母，與索拉同樣出身「天空之地」的一位博學家，於50年前搬到天窗市居住。
作為博學家，她對有關「天空之地」和「安達古帝國」的事物或知識瞭如指掌，甚至為真白等人提供很大幫助。
虹之丘明
配音：高橋大輔（日本）；于正昇（台灣）；張振熙（香港）
真白的父親。因遠赴海外工作而不在家中，通過視訊的方式與女兒真白交流。
虹之丘真晝
配音：慶長佑香（日本）；李珮嘉（台灣）；吳茵（香港）
真白的母親。因遠赴海外工作而不在家中，通過視頻連線的方式與女兒真白交流。

#### 聖／早乙女家
早乙女瑪利亞
配音：牧野由依（日本）；雷碧文（台灣）；陳雪瑩（香港）
揚羽的姐姐。
早乙女輝夜
配音：千春（日本）；楊詩穎（台灣）；王綺婷（香港）
揚羽的姐姐。

### 私立天窗學園
仲田紬
配音：社本悠（日本）；羅易雯（台灣）；楊樂瑤（香港）
索拉與真白的同學，夢想成為一名插圖畫家。
吉井瑠依
配音：石川藍（日本）；楊詩穎（台灣）；吳茵（香港）
索拉與真白的同學，夢想成為一名公務員。
輕井澤朝日
配音：鵜澤正太郎（日本）；孟慶府（台灣）；張振熙（香港）
索拉與真白的同學，夢想成為一名CureTuber。
雜木林修
配音：近藤浩德（日本）；于正昇（台灣）；郭浩勤（香港）
索拉與真白所在班級的班主任，授課科目為國文。
四宮環
配音：松本沙羅（日本）；謝寧（台灣）；姜嘉蕾（香港）
女子棒球隊成員，希望晴天能加入棒球隊成為特別教練。
扇要
配音：西牆由香（日本）；雷碧文（台灣）；梁瑞芬（香港）
女子棒球隊成員，希望晴天能加入棒球隊成為特別教練。

### 其他角色
關東煮店的老闆
配音：杉崎亮（日本）；于正昇（台灣）；張振熙（香港）
是卡巴通不做壞事的時候會與其談心的對象。
宮田綠
配音：山口享佑子（日本）；謝寧（台灣）；鄧潔麗（香港）
索拉、真白與小翼在鞋店偶然認識的一位老太太，說話操著一口關西腔。
她在鞋店為自己的孫女挑了極具紀念意義的第一雙鞋子，正準備結賬時看到了與索拉、真白還有小翼在一起的艾爾公主也對這雙鞋子感興趣後主動將其讓給了後者，但後來索拉與真白在從她的口中得知她孫女與其父母也就是她的兒子與兒媳一起因為工作需要就要搬到國外生活的消息時大吃一驚。為了幫助她達成心願，索拉與真白直接變身為光之美少女並背著她一路狂奔前往桃空機場，讓她能夠將那雙原本她要讓給艾爾公主的鞋子親手交給她孫女。
長內健
配音：小平有希（日本）；李珮嘉（台灣）；楊樂瑤（香港）
幼稚園裏的孩子。
菜摘
配音：末柄里惠（日本）；羅易雯（台灣）；成樂怡（香港）
在「Pretty Holic」做兼職的大學生。
天野翔子
配音：田中貴子（日本）；楊詩穎（台灣）；莫曉晴（香港）
桃空機場的瞭望台看飛機起飛，不小心與爸爸失散了。
天野先生
配音：四宮豪（日本）；孟慶府（台灣）；郭浩勤（香港）
桃空機場忙著辦理登機手續，不知道她的女兒走失了。
天野太太
配音：石川藍（日本）；謝寧（台灣）；王夢華（香港）
第26話中是Peach航空公司飛行員。
粉紅頓
配音：浦和惠（日本）；李珮嘉（台灣）；吳茵（香港）
外表像粉紅豬的精靈，住在幻鏡平板裏。
加古
配音：川田紳司（日本）；孟慶府（台灣）；簡懷甄（香港）
麻理亞和輝夜的經理。
馬倫
配音：間宮胡桃（日本）；雷碧文（台灣）；顧詠雪（香港）
晴天在雨天避雨時進到一間大屋裏偶然看見的一隻玩偶，之後緊隨天晴回到真白的家，第29話登場。
里穗
配音：下屋則子（日本）；羅易雯（台灣）；楊樂瑤（香港）
玩偶馬倫的原有人。
里穗的母親
配音：相田沙耶香（日本）；楊詩穎（台灣）；吳茵（香港）
第29話登場。
小健的祖母
配音：塙瑛子（日本）；謝寧（台灣）；鄧潔麗（香港）
小健的祖母，也是蝶幼時的幼稚園老師。
節子婆婆
配音：佐藤藍（日本）；謝寧（台灣）；吳茵（香港）
第37話登場。

## 相關道具和設定

### 光之美少女與天空之地的部分
天空幻想杖（Sky Mirage）
光之美少女的變身道具兼武器，變身時需配合天空音調使用，發動合體必殺技「光之美少女 上升氣流閃耀」時需配合天空音調雙重閃耀使用。
平時不變身的時候外形則會變成另一種形態——幻想筆（Mirage Pen），可以像普通的筆一樣書寫，另外還可以用來指出天空寶石所在的方位。
由光之美少女們從各自內心裡召喚而出。
作為光之美少女變身的必需物品，幻想筆一旦被敵人搶走，便無法進行變身。
第22話中顯示此變身道具會因為使用者的心情或想法而受到影響，而一旦後者內心出現動搖的話便會消失並導致其無法進行變身。
嬰兒時期的艾爾公主的天空幻想杖只會在她變身時才會出現，而在長大為少女形態後則會藏在身上。
我的英雄手賬（My Hero Notebook）
是索拉所使用的手賬，裡面記載了索拉她自己想成為英雄的各種心得和體驗感受，並且記錄的內容也在發生變化。
在第1話時索拉原本的舊手帳被卡巴通撕毀，之後在第2話中真白在化妝品店「漂亮妝潔」購買了一個全新的手帳作為禮物送給了索拉。
在第46話中索拉和真白交換聖誕禮物時得知她們的禮物均為在化妝品店「漂亮妝潔」購買的全新手帳。
天空音調（Sky Tone）
光之美少女的變身道具，由艾爾公主召喚而出提供給光之美少女，需配合天空幻想杖使用。
第22話中顯示此變身道具會因為使用者的心情或想法而受到影響，而一旦後者內心出現動搖的話便會變得暗淡無色並導致其無法進行變身。
嬰兒時期的艾爾公主的天空音調只會在她變身時才會出現，而在長大為少女形態後則會藏在身上。
天空音調雙重閃耀（Sky Tone W Shining）
第5話登場，為天空天使與棱鏡天使發動合體必殺技「光之美少女 上升氣流閃耀」的必要道具，同樣由艾爾公主召喚而出提供給兩人，需配合天空幻想杖使用。
天空音調 W 飛行（Sky Tone W Flying）
第19話登場，為羽翼天使與蝴蝶天使發動合體必殺技「光之美少女 鐵達尼號彩虹攻擊」的必要道具，同樣由艾爾公主召喚而出提供給兩人，需配合色彩繽紛動作混合調色盤使用。
色彩繽紛動作混合調色盤（Colorful Action Mix Palette）
第19話登場，蝴蝶天使的專屬裝備，該調色板有紅、黃、藍、白四色種顏色，將天空音調 W 飛行裝上後可透過調製其中幾種顏色獲得指定效果。
| 第一顏色 | 第二顏色 | 混合顏色 | 力量名稱  | 效果                                                              |
| -------- | -------- | -------- | --------- | ----------------------------------------------------------------- |
| 紅色     | 白色     | 粉紅色   | 元氣之力  | 讓光之美少女的力量獲得加強                                        |
| 紅色     | 黃色     | 橙色     | 守護之力  | 讓光之美少女無視粗暴怪所下達的行動限制進行攻擊                    |
| 藍色     | 白色     | 淺藍色   | 溫度之力  | 讓粗暴怪暫時無法行動、把天氣改成降下冰雹                          |
| 黃色     | 藍色     | 綠色     | 治癒之力  | 治癒粗暴怪對光之美少女或其他人的傷害                              |
| 紅色     | 藍色     | 紫色     | Wonderful | 召喚驚喜，例如：召喚煙花或蝴蝶、在天空上畫出艾兒的樣子等          |
| 黃色     | 白色     | 淺黃色   | 速度之力  | 讓光之美少女快速躲開粗暴怪的攻擊                                  |
| 所有顏色 | 所有顏色 | 彩色     | -         | 讓羽翼天使和蝴蝶天使使出合體必殺技「光之美少女 鐵達尼號彩虹攻擊」 |

在第19話羽翼天使與蝴蝶天使嘗試發動合體必殺技「光之美少女 上升氣流閃耀」但失敗告終，取而代之的是出現色彩繽紛動作混合調色盤。
魔鏡平板電腦（Mirror Pad）
第2話正式登場，外形為橢圓形的鏡子。
在第2話中顯示能透過此鏡子看到光之美少女們在戰鬥中的情況。
在第3話中顯示此鏡子可以和天空之地進行視頻連線，但必須要在使用天空寶石提供能量的情況下才能實現。
在第13話中顯示能透過此鏡子打開通往天空之地的傳送門。
在第16話中顯示能將淨化掉粗暴怪之後出現的閃亮能量給收集起來。
根據小翼的研究，大量由天空寶石產生的閃亮能量可透過此鏡子產生保護整個天空之地的護罩，既能阻止來自安達古帝國的敵人通過通道入侵，又能抵禦外部的攻擊，達到保護平民的作用。
在第48話中顯示能化為電腦，供小翼修復被破壞的屏障，甚至產生全新的屏障。
天空寶石（Sky Jewel）
是天空之地常用的能量礦物，可以為各種用途提供動力，第3話正式登場。
在第3話中顯示此物品可以提供能量給魔鏡平板電腦使其能和天空之地進行視頻連線，且於同話中又得知幻想筆會指出此物品所在的方位。
在第42話中顯示此寶石亦可產生閃亮能量，供光之美少女以外的人士淨化狂暴獸。
閃亮能量（Shining Energy）
是在粗暴怪被淨化之後出現的能量，在第16話中由代代首次提及，由粗暴怪身上的安達古能量轉變而來。
第42話中顯示此能量不但可修復在戰鬥中被破壞的物品，還可以與安達古能量互相抗衡。
莊嚴編年史（Majesty Kurnikrun）
第33話正式登場，是一本擁有「拯救世界的究極力量」的書。
當五位光之美少女的心意重疊在一起時，可令全體光之美少女使出合體必殺技「光之美少女 莊嚴光輝」。
為光之美少女系列首個以書本為造型的必殺技能道具。

### 安達古帝國的部分
安達古能量（Undergu Energy）
為安達古帝國成員用來召喚粗暴怪時所使用的邪惡能量，同時安達古帝國成員也是由此能量所組成。
第12話中得知當該能量積攢到一定程度時能變成更強大的「極限安達古能量（Max Undergu Energy）」，並且還可以直接注入幹部的體內用來強化幹部自身的力量從而將幹部轉化為粗暴怪。
第45話中得知當該能量可以為受傷的安達古帝國成員治療。
第47和48話中顯示蘇基亞赫德和凱塞琳・安達古分別使用該能量來破壞天空之地的屏障，同時已淨化的安達古帝國成員也使用該能量來打開通道供天空之地的居民疏散。
名字取自英语「地下（Underground）」與「能量（Energy）」的合體字。

### 通用道具和設定
暴風之夜（Stormy Night）
是天空之地過去所發生的大事，於第5話被真白的祖母代代提及。根據第44話的描述，在300年前的當晚，凱薩・安達古派出大量粗暴怪入侵天空之地，並在城鎮中造成不少破壞，後來於45話停止破壞並實現和平。
捉弄雲（Meanie Cloud）
指在的時候突然出現的烏雲，於第24話中出現，後來被索拉和真白用「上升氣流閃耀」淨化。
睛朗寶石（Sunny Gem）
與現實中的燈塔沒有分別，用作指揮雀鳥飛行，於第38話意外消失，後來被小翼得知是龍族清潔期間不幸地連同寶石一同跌落，並於同集回復原狀。

## 製作人員
- 原作：東堂泉
- 製作人：田中昂（ABC動畫）、利根里佳（ADK）、鷲尾天・髙橋麻樹（東映動畫）
- 系列導演：小川孝治
- 系列構成：金月龍之介
- 角色設計：齋藤敦史
- 美術設計：今井美紀
- 主美術：門口亞矢
- 色彩設計：柳澤久美子
- 音樂：深澤惠梨香
- 製作協力：東映
- 製作：朝日放送、ABC動畫、ADK、東映動畫

## 主題曲
片頭曲

作詞：青木久美子，作曲、編曲：，主唱：石井亞實
第32話開始片頭曲有使用到「光之美少女 All Stars F」的部分畫面。
台灣版主題曲

作詞：曾世詩，作曲、編曲：EFFY，主唱：天笠鼠姐姐、酪梨姐姐
片尾曲
（第1話～第21話、第50話）
作詞：，作曲、編曲：，主唱：石井亞實・吉武千颯（一般）／天空天使（關根明良）、棱鏡天使（加隈亞衣）、羽翼天使（村瀨步）、蝴蝶天使（七瀨彩夏）、莊嚴天使（古賀葵）（~Precure Quintet Ver.~）
第50話作為最終話片尾曲，影片改為從開播到完結這一年來，真白所畫的故事經歷，並且延續故事結尾，此外，除了呼應故事開頭索拉被夏拉拉隊長所救的開首外，由於無法通用再加上下部作品美妙寵物 光之美少女的主角，需要有寵物的主人，無法單獨登場，因而故事結尾時，為改用一個索拉在天空之地巡邏時所拯救的路過小女孩代替，聲音就是下部作品美妙寵物 光之美少女的主角，也就是犬飼麥／美好天使的長繩麻理亞作為下一代主角客串兼光美之間的世代交替的暗示，儘管官方沒有明確表示CV。
（第22話～第32話、第37話～第49話）
作詞：大森祥子，作曲、編曲：，主唱：吉武千颯
「興高采烈」（うれしくて）（第33話～第34話）
作詞、作曲：水野良樹，編曲：蔦谷好位置 (agehasprings), 長橋健一 (agehasprings Party)，主唱：生物股長(Sony Music Labels)
本曲為「光之美少女 All Stars F」的片尾曲，且初代《光之美少女》至《Delicious Party ♡ 光之美少女》的73位光之美少女也會在該片尾曲中出現。
（第35話～第36話）
作詞：こだまさおり，作曲、編曲：森いづみ，主唱：吉武千颯，礒部花凜，北川理恵，駒形友梨，Machico，宮本佳那子
本曲為「光之美少女 All Stars F」的插入曲。
插入曲
（第50話）
作詞：，作曲：高木洋，編曲：，主唱：石井亞實、北川理惠、Machico、吉武千颯

## 各話列表
| 話數 | 日文標題 | 中文標題                              | 中文標題                                  | 劇本                | 分鏡            | 演出           | 作畫監督                                                                      | 美術              | 首播日期      | 首播日期      | 首播日期       |
| 話數 | 日文標題 | 香港                                  | 臺灣                                      | 劇本                | 分鏡            | 演出           | 作畫監督                                                                      | 美術              | 日本          | 香港          | 臺灣           |
| ---- | -------- | ------------------------------------- | ----------------------------------------- | ------------------- | --------------- | -------------- | ----------------------------------------------------------------------------- | ----------------- | ------------- | ------------- | -------------- |
| 1    |          | 我是英雄少女！？晴空天使登場！！      | 我是英雄少女！？晴空天使登場！！          | 金月龍之介          | 小川孝治        | 小川孝治       | 片山敬介                                                                      | 門口亞矢          | 2023年 2月5日 | 2023年 4月1日 | 2023年 4月29日 |
| 2    |          | 英雄來到了我的家！？                  | 英雄來我家拜訪了！？                      | 金月龍之介          | 佐佐木憲世      | 佐佐木憲世     | 為我井克美、宮谷里沙                                                          | 土井裕子          | 2月12日       | 4月8日        | 5月6日         |
| 3    |          | 想家想到哭了！ 艾兒不要哭！           | 嗚嗚嗚想家了！ 艾兒不要哭！               | 守護                | 小村敏明        | 岩井隆央       | 青山充                                                                        | 高木佑梨          | 2月19日       | 4月15日       | 5月13日        |
| 4    |          | 我也是英雄少女！棱鏡天使登場！！      | 我也是英雄少女！稜鏡天使登場！！          | 金月龍之介          | 小川孝治        | 飛田剛         | 增田誠治                                                                      | 徐柱星            | 2月26日       | 4月22日       | 5月20日        |
| 5    |          | 一起手牽手！ 我們全新的招式！         | 牽起彼此的手！ 我們的新絕招！             | 金月龍之介          | 土田豐          | 土田豐         | 稻上晃                                                                        | 戶杉奈津子        | 3月5日        | 4月29日       | 5月27日        |
| 6    |          | 傳達！ 晴天真正的心意                 | 傳達吧！ 天晴真正的心聲                   | 守護このみ          | 志水淳兒        |                | 沼田廣                                                                        | 土井裕子          | 3月12日       | 5月6日        | 6月3日         |
| 7    |          | 心跳加速！轉校生是英雄少女！！        | 心跳加速！轉校生是英雄少女！！            | 加藤還一            | 門由利子        | 門由利子       | 竹森由加、赤田信人                                                            | 高木佑梨          | 3月19日       | 5月13日       | 6月10日        |
| 8    |          | 折翼的小鳥！ 神秘的少年               | 無法飛翔的鳥 與神祕的少年                 | 金月龍之介          | 西田正義        | 岩井隆央       | 上野賢                                                                        | 徐柱星            | 3月26日       | 5月20日       | 6月17日        |
| 9    |          | 勇氣之翼、 飛吧羽翼天使！！           | 勇氣的翅膀、 飛吧羽翼天使！！             | 金月龍之介          | 篠原花奈        | 篠原花奈       | 松浦仁美                                                                      | 戶杉奈津子        | 4月2日        | 5月27日       | 6月24日        |
| 10   |          | 唔唔唔！ 回憶中的料理是甚麼味道！？   | 回憶中的料理 是什麼味道！？               | 加藤還一            | 小村敏明        | 鳥羽聰         | 岩崎成希、小川玖理周 板倉和弘、石川惠理 久行宏和、太田宣貴                    | 土井裕子          | 4月9日        | 6月3日        | 7月1日         |
| 11   |          | 氛尷尬的兩個人！？ 阿翼和阿蝶         | 尷尬二人組！？ 小翼和聖蝶                 | 守護このみ          | 佐佐木憲世      | 佐佐木憲世     | 青山充                                                                        | 高木佑梨          | 4月16日       | 6月10日       | 7月8日         |
| 12   |          | 好強呀！ 晴空天使對決卡巴頓           | 超強的啦！ 晴空天使對戰卡巴頓！！         | 加藤還一            | 頂真司          | 土門健一       | 為我井克美、廣中美佳                                                          | 徐柱星            | 4月23日       | 6月17日       | 7月15日        |
| 13   |          | 第一次送給你的禮物                    | 贈送給你！ 第一份禮物                     | 金月龍之介 山岡潤平 | 櫛谷健太        | 櫛谷健太       | 太田宣貴、細田沙織 岩崎成希、小川玖理周 上家禮衣、小村柚葉 板倉和弘、三橋櫻子 | 戶杉奈津子        | 4月30日       | 6月24日       | 7月22日        |
| 14   |          | 前往天空皇國！ 跟崇拜的人再次相遇     | 前往天空之島！ 與憧憬的人再次相遇         | 金月龍之介          | 佐藤照雄        | 飛田剛         | 宮谷里沙、酒井夏海 上田由希子                                                 | 鈴木祥太          | 5月7日        | 7月1日        | 7月29日        |
| 15   |          | 超巨型粗暴怪大爆發！？ 守護天空王國   | 巨型魯莽球怪大爆發！？ 守護天空之島！     | 金月龍之介          | 頂真司          |                | 赤田信人、片山敬介 沼田廣                                                     | 高木佑梨 島田純子 | 5月14日       | 7月8日        | 8月5日         |
| 16   |          | 跟艾兒太郎一起驅逐惡鬼                | 艾兒太郎劇團的滅鬼記                      | 伊藤睦美            | 小村敏明        | 岩井隆央       | 竹森由加                                                                      | 徐柱星            | 5月21日       | 7月15日       | 8月12日        |
| 17   |          | 交出最好的一棒！ 真白全力以赴的接力跑 | 傳遞出最好的一棒！ 真白全力以赴的大隊接力 | 井上美緒            | 畑野森生        | 畑野森生       | 増田誠治                                                                      | 戸杉奈津子        | 5月28日       | 7月22日       | 8月19日        |
| 18   |          | 精精神神！ 最強的保育員，蝴蝶天使     | 精神滿滿！ 最強的幼教老師，蝴蝶天使！！   | 加藤還一            | 土田豐          | 土田豐         | 上野                                                                          | 土井裕子          | 6月4日        | 7月29日       | 8月26日        |
| 19   |          | 阿蝶和阿翼， 色彩繽紛，神采飛揚       | 小蝶和小翼， 讓我們神采飛揚吧！           | 井上美緒            | 門由利子        | 門由利子       | 松浦仁美                                                                      | 髙木佑梨 島田純子 | 6月11日       | 8月5日        | 9月2日         |
| 20   |          | 真白的夢想 最初的一步                 | 真白的夢想 邁出的第一步                   | 伊藤睦美            | 志水淳児        | 志水淳児       | 青山充                                                                        | 徐柱星            | 6月18日       | 8月12日       | 9月9日         |
| 21   |          | 振翅高飛！知識之翼                    | 展翅高飛吧！知識的羽翼                    | 井上美緒            | 今千秋          | 岩井隆央       | 廣中美佳                                                                      | 戸杉奈津子        | 6月25日       | 8月19日       | 9月16日        |
| 22   |          | 巴塔蒙達最後的秘策                    | 巴塔蒙達最後的秘密計畫                    | 金月龍之介          | 佐佐木憲世      | ひろしまひでき | 爲我井克美、美馬健二                                                          | 鈴木祥太          | 7月2日        | 8月26日       | 9月23日        |
| 23   |          | 破碎的夢想與復活的力量                | 破碎的夢想與復甦的力量                    | 金月龍之介          | 飛田剛          | 小川孝治       | 稻上晃                                                                        | 髙木佑梨 島田純子 | 7月9日        | 9月2日        | 9月30日        |
| 24   |          | 閃耀的星星， 艾兒的秘密               | 最耀眼的一等星， 艾兒的秘密               | 伊藤睦美            | 篠原花奈        | 篠原花奈       | 上田由希子 宮谷里沙                                                           | 徐柱星            | 7月16日       | 9月9日        | 10月7日        |
| 25   |          | 好興奮！ 艾兒公主去動物園             | 超興奮的！ 公主的動物園之旅！             | 井上美緒            | 土門健一        | 土門健一       | 増田誠治、沼田広                                                              | 戸杉奈津子        | 7月23日       | 9月16日       | 10月14日       |
| 26   |          | 起飛！由飛機連繫的感情                | 起飛！由飛機連繫的感情                    | 加藤還一            | 小村敏明        | 小村敏明       | 赤田信人、竹森由加                                                            | 土井裕子          | 7月30日       | 9月23日       | 10月21日       |
| 27   |          | 幻鏡平板的興奮待訓練                  | 夢幻魔鏡的興奮刺激特訓！？                | 伊藤睦美            | 西田正義        | 岩井隆央       | 高橋晃、遠藤香 上家礼衣、小村柚葉 木下由美子、杨鋭 陳婷婷、王悦春             | 髙木佑梨 島田純子 | 8月6日        | 9月30日       | 10月28日       |
| 28   |          | 阿蝶的精精神神時裝表演                | 聖蝶神采飛揚的時裝秀                      | 成田良美            | 佐藤照雄        | ひろしまひでき | 上野ケン                                                                      | 徐柱星            | 8月13日       | 10月7日       | 11月4日        |
| 29   |          | 晴空雨 被遺忘的玩偶                   | 天晴與被遺忘的布偶                        | 守護このみ          | 野呂彩芳        | 野呂彩芳       | 青山充                                                                        | 戸杉奈津子        | 8月20日       | 10月14日      | 11月11日       |
| 30   |          | 廣闊大海！海濱樂園                    | 廣闊的大海！海濱公園！                    | 村山功              | 佐佐木憲世      | 佐佐木憲世     | 廣中美佳 小澤誠                                                               | 鈴木祥太          | 8月27日       | 10月21日      | 11月18日       |
| 31   |          | 新的威脅！ 一定要救回艾兒！           | 新的威脅！ 去拯救艾兒吧！                 | 金月龍之介          | 村上貴之        | 村上貴之       | 松浦仁美                                                                      | 髙木佑梨 島田純子 | 9月3日        | 10月28日      | 11月25日       |
| 32   |          | 大變身！莊嚴天使                      | 變身！公主天使！！                        | 加藤還一            | 横内一樹        | 横内一樹       | 爲我井克美 美馬健二                                                           | 徐柱星            | 9月10日       | 11月4日       | 12月2日        |
| 33   |          | 究極的力量！莊嚴編年史                | 終極的力量！公主魔法書                    | 金月龍之介          | 畑野森生        | 畑野森生       | 稲上晃、片山敬介                                                              | 戸杉奈津子        | 9月17日       | 11月11日      | 12月9日        |
| 34   |          | 蒙蒙！真白與回歸的那個人              | 蒙蒙！真白與歸來的那個人                  | 成田良美            | 土田豐          | 土田豐         | 赤田信人                                                                      | 土井裕子          | 9月24日       | 11月18日      | 12月16日       |
| 35   |          | 外援晴天，王牌與英雄                  | 救場天晴！王牌與英雄                      | 井上美緒            | 鈴木正男        | 飛田剛         | 上田由希子、宮谷里沙                                                          | 島田純子 中林由貴 | 10月1日       | 11月25日      | 12月23日       |
| 36   |          | 阿蝶，不配做最強的保育員！？          | 聖蝶、不配成為最強的幼教老師！？          | 伊藤睦美            | 今千秋          | 岩井隆央       | 沼田広 竹森由加                                                               | 徐柱星            | 10月8日       | 12月2日       | 12月30日       |
| 37   |          | 二人是好朋友，回憶的大樹              | 兩個好朋友，記憶中的那棵樹！              | 加藤還一            | 柴田匠          | 柴田匠         | 増田誠治                                                                      | 戸杉奈津子        | 10月15日      | 12月9日       | 2024年 1月6日  |
| 38   |          | 拯救天空王國，浮島的秘密              | 拯救天空王國！浮島的秘密                  | 村山功              | 篠原花奈        | 篠原花奈       | 青山充                                                                        | 鈴木祥太          | 10月22日      | 12月16日      | 1月13日        |
| 39   |          | 大魔女代代與萬聖節Party               | 大魔女悠悠與萬聖節派對！                  | 井上美緒            | 野呂彩芳        | 野呂彩芳       | 廣中美佳、小澤誠                                                              | 島田純子 中林由貴 | 10月29日      | 12月23日      | 1月20日        |
| 40   |          | 好好相處，艾兒的結婚儀式              | 感情要好 艾兒的結婚典禮☆                  | 伊藤睦美            | 小村敏明        | 岩井隆央       | 上野                                                                          | 徐柱星            | 11月12日      | 12月30日      | 1月27日        |
| 41   |          | 珍達與紋田的秋天物語                  | 真白與孟達的秋天故事                      | 成田良美            | 今千秋          |                | 松浦仁美                                                                      | 戸杉奈津子        | 11月19日      | 2024年 1月7日 | 2月3日         |
| 42   |          | 跨越迷惘，不成熟的英雄                | 跨越迷茫 不成熟的英雄！                   | 村山功              | 鈴木正男        | 野本雄也       | 片山敬介、美馬健二                                                            | 土井裕子          | 11月26日      | 1月13日       | 2月17日        |
| 43   |          | 凌鏡之光，照亮心靈                    | 稜鏡之光！照亮你的心！                    | 井上美緒            | 河原龍太央      | 岩井隆         | 片山敬介、美馬健二                                                            | 中林由貴          | 12月3日       | 1月20日       | 2月24日        |
| 44   |          | 大公主與傳說中的光之美少女            | 大公主與傳說中的光之美少女                | 金月龍之介          | 土田豐          | 土田豐         | 赤田信人、稻上晃                                                              | 徐柱星            | 12月10日      | 1月27日       | 3月2日         |
| 45   |          | 安達古帝國的善良少女                  | 暗德古帝國的善良少女                      | 金月龍之介          | 横内一樹        | 横内一樹       | 沼田廣、增田誠治                                                              | 戶杉奈津子        | 12月17日      | 2月3日        | 3月9日         |
| 46   |          | 英雄的聖誕節                          | 英雄的聖誕節                              | 伊藤睦美            | 篠原花奈        | 篠原花奈       | 宮谷里沙、上田由希子                                                          | 土井裕子          | 12月24日      | 2月10日       | 3月16日        |
| 47   |          | 再見了最閃的星星！公主覺醒            | 再見了一等星！公主的覺醒！                | 金月龍之介          | 村上貴之        | 村上貴之       | 青山充                                                                        | 中林由貴          | 2024年 1月7日 | 2月17日       | 3月23日        |
| 48   |          | 守護大家的城市！英雄                  | 英雄！守護我們的城市吧！                  | 金月龍之介          | 畑野森生        | ひろしまひでき | 廣中美佳、小澤誠 ジョーイ・カランギアン レジー・マナバット                    | 徐柱星            | 1月14日       | 2月24日       | 3月30日        |
| 49   |          | 晴空天使與最強的力量                  | 晴空天使和最強的力量                      | 金月龍之介          | 小川孝治        | 小川孝治       | 板岡錦                                                                        | 戶杉奈津子        | 1月21日       | 3月2日        | 4月6日         |
| 50   |          | 我們的世界！無限廣闊                  | 無限開闊的！我們的世界！                  | 金月龍之介          | 横内一樹 柴田匠 | 大垣愛結       | 齋藤敦史                                                                      | 林龍太            | 1月28日       | 3月9日        | 4月13日        |

### 二十周年片尾曲訊息擔當
| 話數 | 角色              | 配音員            | 配音員        | 配音員        | 系列作品         | 備註      |        |
| 話數 | 角色              | 日本              | 香港          | 台灣          | 系列作品         | 備註      |        |
| ---- | ----------------- | ----------------- | ------------- | ------------- | ---------------- | --------- | ------ |
| 1    | 不適用            | 不適用            | 不適用        | 不適用        | 不適用           | 不適用    | 不適用 |
| 2    | 晴空天使          | 關根明良          | 不適用        | 楊詩穎        | 本作             | [ 註 47 ] |        |
| 3    | 珍貴天使          | 菱川花菜          | 顧詠雪        | 吳貴竹        | Delicious Party  | 不適用    |        |
| 4    | 棱鏡天使          | 加隈亞衣          | 楊婉潼        | 羅易雯        | 本作             | 不適用    |        |
| 5    | 夏日天使          | 菲魯茲·藍         | 黃穎誼        | 林沛笭        | 熱情閃耀         | 不適用    |        |
| 6    | 晴空天使          | 關根明良          | 石梓晴        | 楊詩穎        | 本作             | 不適用    |        |
| 7    | 棱鏡天使          | 加隈亞衣          | 楊婉潼        | 羅易雯        | 本作             | 不適用    |        |
| 8    | 恩典天使          | 悠木碧            | 成樂怡        | 薛晴          | Healin' Good     | 不適用    |        |
| 9    | 羽翼天使          | 村瀨步            | 陳子瑩        | 雷碧文        | 本作             | 不適用    |        |
| 10   | 星空天使          | 成瀨瑛美          | 吳茵          | 李珮嘉        | Star☆Twinkle     | 不適用    |        |
| 11   | 喝采天使          | 引坂理繪          | 楊樂瑤        | 楊詩穎        | HUG!             | 不適用    |        |
| 12   | 忌廉天使          | 美山加戀          | 何凱怡        | 謝寧          | KiraKira         | 不適用    |        |
| 13   | 奇蹟天使          | 高橋李依          | 姜嘉蕾        | 雷碧文        | 魔法使           | 不適用    |        |
| 14   | 花神天使          | 嶋村侑            | 黎皓宜        | 羅易雯        | Go! Princess     | 不適用    |        |
| 15   | 可愛天使          | 中島愛            | 王綺婷        | 李珮嘉        | Happiness Charge | 不適用    |        |
| 16   | 羽翼天使          | 村瀨步            | 陳子瑩        | 雷碧文        | 本作             | 不適用    |        |
| 17   | 愛心天使          | 生天目仁美        | 楊樂瑤        | 雷碧文        | Doki Doki！      | 不適用    |        |
| 18   | 蝴蝶天使          | 七瀨彩夏          | 羅婉楓        | 謝寧          | 本作             | 不適用    |        |
| 19   | 快樂天使          | 福圓美里          | 莫曉晴        | 楊詩穎        | Smile            | 不適用    |        |
| 20   | 旋律天使          | 小清水亞美        | 王夢華        | 雷碧文        | Suite            | 不適用    |        |
| 21   | 花蕾天使          | 水樹奈奈          | 吳茵          | 李珮嘉        | Heartcatch       | 不適用    |        |
| 22   | 不適用            | 不適用            | 不適用        | 不適用        | 不適用           | 不適用    | 不適用 |
| 23   | 夢天使            | 三瓶由布子        | 楊樂瑤        | 雷碧文        | GoGo!            | 不適用    |        |
| 24   | 棱鏡天使          | 加隈亞衣          | 楊婉潼        | 羅易雯        | 本作             | 不適用    |        |
| 25   | 花天使／月天使    | 樹元織江          | 莫曉晴        | 楊詩穎        | Splash Star      | 不適用    |        |
| 26   | 桃天使            | 沖佳苗            | 王綺婷        | 謝寧          | FRESH            | 不適用    |        |
| 27   | 蝴蝶天使          | 七瀨彩夏          | 羅婉楓        | 謝寧          | 本作             | 不適用    |        |
| 28   | 黑天使            | 本名陽子          | 陳雪瑩        | 雷碧文        | Max Heart        | 不適用    |        |
| 29   | 夏日天使          | 菲魯茲·藍         | 黃穎誼        | 林沛笭        | 熱情閃耀         | 不適用    |        |
| 30   | 珍貴天使          | 菱川花菜          | 顧詠雪        | 吳貴竹        | Delicious Party  | 不適用    |        |
| 31   | 恩典天使          | 悠木碧            | 成樂怡        | 薛晴          | Healin' Good     | 不適用    |        |
| 32   | 莊嚴天使          | 古賀葵            | 陳姻岐        | 李珮嘉        | 本作             | 不適用    |        |
| 33   | 晴空天使莊嚴天使  | 關根明良古賀葵    | 石梓晴陳姻岐  | 楊詩穎李珮嘉  | 本作             | [ 註 48 ] |        |
| 34   | 晴空天使 棱鏡天使 | 關根明良 加隈亞衣 | 石梓晴 楊婉潼 | 楊詩穎 羅易雯 | 本作             | [ 註 48 ] |        |
| 35   | 棱鏡天使晴空天使  | 加隈亞衣關根明良  | 楊婉潼石梓晴  | 羅易雯楊詩穎  | 本作             | [ 註 48 ] |        |
| 36   | 晴空天使棱鏡天使  | 關根明良加隈亞衣  | 石梓晴楊婉潼  | 楊詩穎羅易雯  | 本作             | [ 註 48 ] |        |
| 37   | 晴空天使          | 關根明良          | 石梓晴        | 楊詩穎        | 本作             | 不適用    |        |
| 38   | 羽翼天使          | 村瀨步            | 陳子瑩        | 雷碧文        | 本作             | 不適用    |        |
| 39   | 蝴蝶天使          | 七瀨彩夏          | 羅婉楓        | 謝寧          | 本作             | 不適用    |        |
| 40   | 莊嚴天使          | 古賀葵            | 陳姻岐        | 李珮嘉        | 本作             | 不適用    |        |
| 41   | 羽翼天使          | 村瀨步            | 陳子瑩        | 雷碧文        | 本作             | 不適用    |        |
| 42   | 晴空天使          | 關根明良          | 石梓晴        | 楊詩穎        | 本作             | 不適用    |        |
| 43   | 棱鏡天使          | 加隈亞衣          | 楊婉潼        | 羅易雯        | 本作             | 不適用    |        |
| 44   | 莊嚴天使          | 古賀葵            | 陳姻岐        | 李珮嘉        | 本作             | 不適用    |        |
| 45   | 蝴蝶天使          | 七瀨彩夏          | 羅婉楓        | 謝寧          | 本作             | 不適用    |        |
| 46   | 棱鏡天使          | 加隈亞衣          | 楊婉潼        | 羅易雯        | 本作             | 不適用    |        |
| 47   | 莊嚴天使          | 古賀葵            | 陳姻岐        | 李珮嘉        | 本作             | 不適用    |        |
| 48   | 羽翼天使          | 村瀨步            | 陳子瑩        | 雷碧文        | 本作             | 不適用    |        |
| 49   | 晴空天使          | 關根明良          | 石梓晴        | 楊詩穎        | 本作             | 不適用    |        |
| 50   | 不適用            | 不適用            | 不適用        | 不適用        | 不適用           | 不適用    | 不適用 |

## 播放媒體

### 電視台
| 播放電視台   | 播放日期                    | 播放時間             | 所屬聯播網      | 備註    |
| ------------ | --------------------------- | -------------------- | --------------- | ------- |
| 朝日放送     | 2023年2月5日－2024年1月28日 | 星期日 08:30 - 09:00 | 朝日電視台系列  | 同時    |
| 朝日電視台   | 2023年2月5日－2024年1月28日 | 星期日 08:30 - 09:00 | 朝日電視台系列  | 同時    |
| 名古屋電視台 | 2023年2月5日－2024年1月28日 | 星期日 08:30 - 09:00 | 朝日電視台系列  | 同時    |
| 新潟電視台21 | 2023年2月5日－2024年1月28日 | 星期日 08:30 - 09:00 | 朝日電視台系列  | 同時    |
| 長崎文化放送 | 2023年2月5日－2024年1月28日 | 星期日 08:30 - 09:00 | 朝日電視台系列  | 同時    |
| 山陰放送     | 2023年2月12日－2024年2月4日 | 星期日 06:15 - 06:45 | TBS系列         | 延遲7日 |
| 東森幼幼台   | 2023年8月24日－2024年8月1日 | 星期四 19:00         | YOYO官方Youtube |         |

| 日本 朝日放送電視台和朝日電視台系列 星期日 08:30—09:00      | 日本 朝日放送電視台和朝日電視台系列 星期日 08:30—09:00 | 日本 朝日放送電視台和朝日電視台系列 星期日 08:30—09:00 |
| ----------------------------------------------------------- | ------------------------------------------------------ | ------------------------------------------------------ |
|                                                             | 開闊天空！光之美少女 （2023年2月5日—2024年1月28日）    |                                                        |
| Delicious Party ♡ 光之美少女 （2022年2月6日—2023年1月29日） | Wonderful 光之美少女！ （2024年2月4日—2025年1月26日）  |                                                        |

| 臺灣 東森幼幼台 星期六 08:00 - 08:30 · 每週日09:00重播 | 臺灣 東森幼幼台 星期六 08:00 - 08:30 · 每週日09:00重播 | 臺灣 東森幼幼台 星期六 08:00 - 08:30 · 每週日09:00重播 |
| ------------------------------------------------------ | ------------------------------------------------------ | ------------------------------------------------------ |
|                                                        | 開闊天空！光之美少女 （2023年4月29日 - 2024年4月13日） |                                                        |
| 可愛巧虎島                                             | 美妙寵物 光之美少女                                    |                                                        |

| 香港 ViuTV 星期六 17:00 - 17:30 · 星期日（2024年1月7日）15:30 - 16:00 · 1月13日 16:30 - 17:00 | 香港 ViuTV 星期六 17:00 - 17:30 · 星期日（2024年1月7日）15:30 - 16:00 · 1月13日 16:30 - 17:00 | 香港 ViuTV 星期六 17:00 - 17:30 · 星期日（2024年1月7日）15:30 - 16:00 · 1月13日 16:30 - 17:00 |
| --------------------------------------------------------------------------------------------- | --------------------------------------------------------------------------------------------- | --------------------------------------------------------------------------------------------- |
|                                                                                               | 開闊天空！光之美少女 （2023年4月1日 - 2024年3月9日）                                          |                                                                                               |
| 美味Party 光之美少女                                                                          | 哈囉小梅子5                                                                                   |                                                                                               |

### 日本國內網路播放
| 播放期間                    | 播放時間                | 播放網站                                                   | 參考    |
| --------------------------- | ----------------------- | ---------------------------------------------------------- | ------- |
| 2023年2月5日－2024年1月28日 | 星期日 9:00 更新 C TVer | 限時免費播放最新一集                                       |         |
| 2023年2月8日－2024年1月31日 | 星期三 0:00 更新        | TELASA、U-Next、萬代頻道、Amazon Prime Video、Hulu、Paravi | 延遲3日 |
|                             |                         |                                                            |         |

## 劇場版

### All Stars 系列電影
主條目：All Stars 系列電影
- All Stars F在本作播出後期上映，因此以本作故事後期設定為準。

光之美少女 All Stars F

### 美妙寵物 光之美少女！THE MOVIE！心跳不已♡遊戲世界大冒險！
主條目：美妙寵物 光之美少女！The Movie！心跳不已♡遊戲世界大冒險！
本作開闊天空五人組再次登場。

### 電影光之美少女偶像與你♪久等了！傳遞給你的閃耀演唱會！
主條目：電影光之美少女偶像與你♪久等了！傳遞給你的閃耀演唱會！
本作開闊天空五人組第三次登場。

## 特別演出作品
- 劇場版《美妙寵物 光之美少女電影： 心跳加速♡遊戲世界大冒險！》
- 《美妙寵物 光之美少女》第32集